# Roestelia cunninghamianum
Roestelia cunninghamianum är en svampart som först beskrevs av Barclay, och fick sitt nu gällande namn av F. Kern 1973. Roestelia cunninghamianum ingår i släktet Roestelia och familjen Pucciniaceae.   Inga underarter finns listade i Catalogue of Life.